# TrES-4 b
TrES-4 b est une exoplanète découverte en 2007 par le Trans-Atlantic Exoplanet Survey (TrES) avec la méthode du transit. Elle est située à 1 400 années-lumière du système solaire dans la constellation d'Hercule.
TrES-4 b fait le tour de son étoile en 3,5 jours et l'éclipse vue de la Terre. Elle fait 0,84 fois la masse de Jupiter, mais 1,7 fois son diamètre, ce qui donne une densité moyenne de seulement 0,23 gramme par centimètre cube, et fait de TrES-4 la plus grosse planète connue et la planète avec la plus faible densité connue au moment de sa découverte.
Le rayon de l'orbite de TrES-4 b est de 7,2 millions de kilomètres, ce qui donne une température prédite d'environ 1 300 degrés Celsius. Ceci n'est pas suffisant pour expliquer sa faible densité. À ce jour, nous ne savons pas pourquoi elle est si volumineuse. La cause probable est la proximité avec son étoile, qui est 3-4 fois plus lumineuse que le Soleil, et la température interne de la planète.
L'étoile de TrES-4 b est 1,2 fois plus massive que le Soleil. Elle a épuisé tout son hydrogène et a commencé à se transformer en géante rouge ; dans moins d'un milliard d'années, il est prévu qu'elle engouffre TrES-4 b.